# Użbale
Użbale (Duits: Uszballen; 1936-1938: Uschballen; 1938-1945: Langenrück) is een plaats in het Poolse woiwodschap Ermland-Mazurië, in het district Gołdapski. De plaats maakt deel uit van de stad- en landgemeente Gołdap en telt 10 inwoners.